# (367693) Montmagastrell
(367693) Montmagastrell est un astéroïde de la ceinture principale.

## Description
(367693) Montmagastrell est un astéroïde de la ceinture principale. Il fut découvert le 13 septembre 2010 à Santa Maria de Montmagastrell par l'observatoire de Santa Maria de Montmagastrell. Il présente une orbite caractérisée par un demi-grand axe de 2,34 UA, une excentricité de 0,08 et une inclinaison de 6,4° par rapport à l'écliptique.

## Compléments